# 金嗓金賞
《金嗓金賞》為中國電視公司（中視）純歌唱綜藝節目，製作單位是大東影藝，製作人是吳建宏。1996年7月2日開播，1997年9月30日停播，共2季，第一季主持人為費玉清、葉璦菱，第二季主持人為費玉清、羅時豐，首播時間為每星期二21:30～23:00，曾獲得1997年第32屆金鐘獎電視金鐘獎綜藝節目主持人獎（費玉清、羅時豐）。兩季皆由林家慶率領中視大樂隊現場伴奏，董成瑩率領「帥哥美女豪華舞群」伴舞。

## 概要
1996年中華電視公司（華視）深夜音樂節目《今宵花月夜》停播後，費玉清重返「娘家」中視，與葉璦菱主持《金嗓金賞》。
《金嗓金賞》每集開場，先由一位男性旁白在中視大樂隊定音鼓聲中宣讀「歡迎收看《金嗓金賞》」，後由中視大樂隊演奏開場音樂，帥哥美女豪華舞群於開場音樂中開始伴舞；開場音樂演奏完畢，中視大樂隊立即演奏該集第一首歌，男性旁白於第一首歌前奏時宣讀歡迎主持群進場，主持群進場唱完第一首歌即開始該集的節目。
《金嗓金賞》完全以歌手現場演唱為主，唯一例外是專為費玉清設計的單元〈小哥愛說笑〉。〈小哥愛說笑〉是一個讓費玉清講黃色笑話的單元，也是《金嗓金賞》唯一有官方名稱的單元，費玉清每集講一個黃色笑話，但仍維持雙主持的格局，每集最後以兩位主持人合唱一首歌作結；依據中視於1997年1月1日至1998年12月31日率先實施的自訂電視分級制度，該單元播出時會被列為「輔導級」；該單元集結為《小哥愛說笑》DVD-Video，中視文化公司製作，豪客唱片發行，全套3集，每集75分鐘。
《金嗓金賞》每集最後一段，主持群站在舞台中央，帥哥美女豪華舞群站在主持群後方，先由費玉清發言感謝「董成瑩老師所率領的帥哥美女豪華舞群」，後由葉璦菱或羅時豐發言感謝「林家慶老師所率領的中視大樂隊」，最後主持群請觀眾於下週二同一時間繼續收看《金嗓金賞》，主持群與帥哥美女豪華舞群一同向觀眾揮手道別。

## 軼事
1997年3月24日，友松傳播創辦人薛聖棻認為，《金嗓金賞》與臺灣電視公司（台視）綜藝節目《玫瑰之夜》無論在內容或架構上都是完全的自創，風格清新、製作用心，在抄襲成風的電視圈來說，更是節目製作應該鼓勵的方向。
1997年7月23日，台視證實，本日台視各級主管開會後決定，綜藝節目《飛上彩虹》自1997年8月份起播出時間從星期日19:40改為星期四21:00。台視表示，《飛上彩虹》播出一季多的內容是受肯定的，不過在星期日19:40播出節目調性、觀眾定位都太早，收視率未能上揚；故參考《金嗓金賞》異軍突起的特性，改投入另一時段，應該可以有更好的發揮空間。
2012年4月，台灣有廠商打出「買懷舊電影送《小哥愛說笑》DVD」的廣告，外傳費玉清很後悔在《金嗓金賞》中講這些黃色笑話、更不樂意這些影片被無限量曝光；同月10日，費玉清經紀人奚宜說「未接獲廠商通知，也沒看到DVD內容，無法答覆」，又說：「他（費玉清）現在主要的表演是演唱，因唱很多抒情歌，所以說笑話做為點綴。年少口無遮攔，現在說的都是雅俗共賞的笑話。」廠商表示，節目版權是向中視買的。